# سفکاپن
سفکاپن(به انگلیسی: Cefcapene) (INN) یک آنتی‌بیوتیک سفالوسپورینی نسل سوم است. 
این دارو در سال ۱۹۸۵ ثبت اختراع شد و در سال ۱۹۹۷ برای مصارف پزشکی تایید شد.